# Mediteranska šahovska asocijacija
Mediteranska šahovska asocijacija (eng. Mediterranean Chess Association), međunarodno regionalno šahovsko tijelo koje u članstvu ima zemlje iz Sredozemlja. Osnovano je 73. kongresu FIDE 9. studenoga 2002. u Sloveniji u Bledu, tijekom Šahovske olimpijade u Bledu. Osnovali su ga rezolucijom čiji su potpisnici predstavnici šahovskih saveza ovih država: Albanije, Alžira, BiH, Hrvatske, Cipra, Egipta, Francuske, Grčke, Italije, Libanona, Libije, Malte, Monaka, Maroka, Palestine, San Marina, Slovenije, Španjolske, Sirije, Tunisa, Turske i SRJ. Određeno je vrijeme održavanja prve opće skupštine za ožujak 2003. godine. Za predsjednika je određen Hassan Mohsen iz Egipta, za glavnog tajnika i rizničara Ali Nihat Yazici iz Turske, i članove Sakis Kouvacos iz Grčke, Geoffrey D. Borg iz Malte, H. Khoury iz Libanona i Nizar El Haj iz Libije. Pod krovom ove organizacije održavala su se mediteranska muška i ženska prvenstva. Predsjednik MCA jedno je vrijeme bio Damir Levačić, Hrvat rođen u Hrvatskoj a koji živi i radi u Francuskoj.

## Vanjske poveznice
- (eng.) Službene stranice
- (eng.) FIDE
- (eng.) The Chesspedia
- (eng.) Mediteranska šahovska asocijacija Članovi
- (eng.) Mediteranska šahovska asocijacija Status
- (eng.) Mediteranska šahovska asocijacija Odbor
- (eng.) Mediteranska šahovska asocijacija Natjecanja